# Cratere Zeami
Zeami  è un cratere sulla superficie di Mercurio.
Ha preso il suo nome nel 1976 dall’Unione Astronomica Internazionale in onore di Zeami Motokiyo, un drammaturgo e commediografo giapponese di grande importanza. Zeami infatti è stato una figura di spicco nel teatro giapponese, in particolare nel Noh, un’antica forma teatrale che ha influenzato profondamente la cultura nipponica.